# Кениньш, Индулис
И́ндулис Ке́ниньш (латыш. Indulis Ķēniņš; 13 ноября 1931, Рига — 10 января 2018) — советский и латвийский историк. Доктор педагогических наук, почётный доктор АН Латвии. Автор ряда учебников по истории.
Родился 13 ноября 1931 года в Риге. В 1985 году окончил филологический факультет Латвийского университета. В 1994 году защищает магистерскую работу на факультете истории и философии Латвийского университета. В 1995 году, защитив диссертацию на тему «Vēstures mācību grāmatas pamatskolām kā skolēnu pilsoniskās attīstības līdzeklis», удостоен степени доктора педагогических наук. В 2007 году избран почётным доктором АН Латвии. C 2008 года на пенсии. Скончался 10 января 2018 года.
Педагогическую деятельность вёл с 1981 года. С 1983 года работал учителем Валдемарпилсской средней школы.
Автор более 10 учебных пособий. Индулис Кениньш выступил соавтором таких объёмных работ, как «Большая иллюстрированная энциклопедия», «Латышская книга за границей 1920—1940» и «Latvija likteņa gaitās 1918—1991». Активно выступал за инициативу ведения в обязательную учебную программу предмета «История Латвии», в 2005 году входил в рабочую группу по ведению стандартов для этого предмета.

## Учебные пособия
- Latvijas vēsture — mācību grāmata 8.-9. klasei. — R., Zvaigzne, 1990; 1991; 1992.
- История Латвии — учебник для 8-9 класса. — R., Zvaigzne, 1990; 1992; 1995.
- Dzimtenes mācība — mācību grāmata 5. klasei. — R., Zvaigzne, 1992; 1993.
- Родной край — учебник для 5 класса. — R., Zvaigzne, 1993; 1994.
- Seno laiku vēsture, 1. daļa — mācību grāmata 6. klasei. — R., Zvaigzne ABC, 1994.
- Seno laiku vēsture, 2. daļa — mācību grāmata 6. klasei. — R., Zvaigzne ABC, 1994.
- История древнего мира — учебник для 6 класса. — R., Zvaigzne ABC, 1994.
- Latvijas vēsture. 20. gadsimts. 1. daļa — mācību līdzeklis vidusskolām. — R., Zvaigzne ABC, 1997.
- Latvijas vēsture. 20. gadsimts. 2. daļa — mācību līdzeklis vidusskolām. — R., Zvaigzne ABC , 1998.
- История Латвии, XX век — учебное пособие для средней школы. — R., Zvaigzne ABC, 1999.
- Rīga. Latvija. Svarīgākie notikumi gadskaitļos — mācību palīglīdzeklis. — R., Zvaigzne ABC, 1999.
- Latvija gadsimtu lokos. 1. daļa Aizvēsture un senvēsture. — mācību līdzeklis vidusskolām paplašinātai Latvijas vēstures izzināšanai. — R., RaKa, 2003.
- Latvija gadsimtu lokos. 2. daļa. Viduslaiki. — mācību līdzeklis vidusskolām paplašinātai Latvijas vēstures izzināšana. — R., RaKa, 2005.
- Latvijas vēsture pamatskolai. Senvēsture un agrie viduslaiki. — R., Zvaigzne ABC, 2006.
- Latvijas vēsture pamatskolai. Viduslaiki. — R., Zvaigzne ABC, 2009.